# Giro d’Italia 1974
Der 57. Giro d’Italia wurde in 23 Abschnitten und 4001 Kilometern vom 16. Mai bis zum 9. Juni 1974 ausgetragen und vom Belgier Eddy Merckx gewonnen. Von den 137 gestarteten Fahrern erreichten 96 das Ziel in Mailand. In dieser Ausgabe des Giro wurde erstmals das Grüne Trikot als Zeichen für die Führung in der Bergwertung verliehen.

## Verlauf
| Etappe | von                | nach               | km       | Gewinner           | Maglia Rosa        |
| ------ | ------------------ | ------------------ | -------- | ------------------ | ------------------ |
| 1      | Vatikanstadt (VAT) | Formia             | 164      | Wilfried Reybrouck | Wilfried Reybrouck |
| 2      | Formia             | Pompei             | 121      | Patrick Sercu      | Wilfried Reybrouck |
| 3      | Pompei             | Sorrento           | 137      | José Manuel Fuente | José Manuel Fuente |
| 4      | Sorrento           | Sapri              | 208      | Roger De Vlaeminck | José Manuel Fuente |
| 5      | Sapri              | Tarent             | 215      | Pierino Gavazzi    | José Manuel Fuente |
| 6      | Tarent             | Foggia             | 206      | Franco Bitossi     | José Manuel Fuente |
| 7      | Foggia             | Chieti             | 257      | Ugo Colombo        | José Manuel Fuente |
| 8      | Chieti             | Macerata           | 150      | Franco Bitossi     | José Manuel Fuente |
| 9      | Macerata           | Monte Carpegna     | 191      | José Manuel Fuente | José Manuel Fuente |
| 10     | Carpegna           | Modena             | 205      | Patrick Sercu      | José Manuel Fuente |
| 11A    | Modena             | Il Ciocco          | 153      | José Manuel Fuente | José Manuel Fuente |
| 11B    | Il Ciocco          | Forte dei Marmi    | 166      | Patrick Sercu      | José Manuel Fuente |
| 12     | Forte dei Marmi    | Forte dei Marmi    | 40 (EZF) | Eddy Merckx        | José Manuel Fuente |
| 13     | Forte dei Marmi    | Pietra Ligure      | 231      | Enrico Paolini     | Eddy Merckx        |
| 14     | Pietra Ligure      | San Remo           | 189      | Giuseppe Perletto  | Eddy Merckx        |
| 15     | San Remo           | Valenza            | 206      | Ercole Gualazzini  | Eddy Merckx        |
| 16     | Valenza            | Monte Generoso     | 158      | José Manuel Fuente | Eddy Merckx        |
| 17     | Como               | Iseo               | 158      | Santiago Lazcano   | Eddy Merckx        |
| 18     | Iseo               | Sella Valsugana    | 190      | Franco Bitossi     | Eddy Merckx        |
| 19     | Borgo Valsugana    | Pordenone          | 146      | Enrico Paolini     | Eddy Merckx        |
| 20     | Pordenone          | Drei Zinnen        | 163      | José Manuel Fuente | Eddy Merckx        |
| 21     | Misurinasee        | Bassano del Grappa | 194      | Eddy Merckx        | Eddy Merckx        |
| 22     | Bassano del Grappa | Mailand            | 257      | Marino Basso       | Eddy Merckx        |

## Endstände
| Sieger        | Eddy Merckx              | 113:08:13 h |
| Zweiter       | Gianbattista Baronchelli | + 0:12 min  |
| Dritter       | Felice Gimondi           | + 0:33 min  |
| Vierter       | Costantino Conti         | + 2:14 min  |
| Fünfter       | José Manuel Fuente       | + 3:22 min  |
| Sechster      | Giovanni Battaglin       | + 4:22 min  |
| Siebter       | Francesco Moser          | + 6:17 min  |
| Achter        | Vicente López Carril     | + 10:28 min |
| Neunter       | Franco Bitossi           | + 16:05 min |
| Zehnter       | Gösta Pettersson         | + 17:08 min |
| Punktewertung | Roger De Vlaeminck       | 265 P.      |
| Zweiter       | Franco Bitossi           | 209 P.      |
| Zweiter       | José Manuel Fuente       | 171 P.      |
| Bergwertung   | José Manuel Fuente       | 510 P.      |
| Zweiter       | Eddy Merckx              | 330 P.      |
| Dritter       | Santiago Lazcano         | 230 P.      |
| Teamwertung   | KAS-Kaskol               |             |